# Ecuador TV

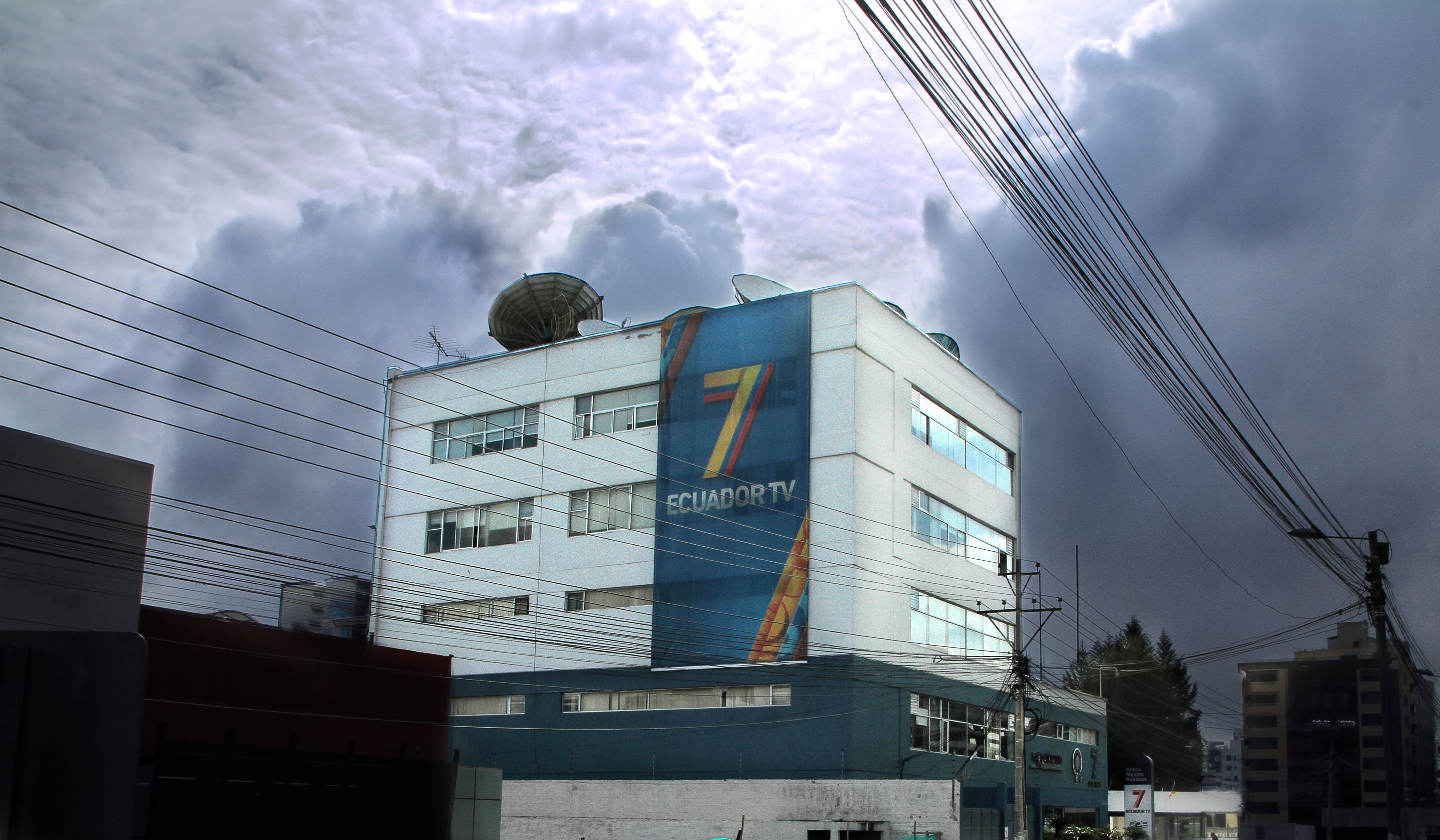
Ecuador TV Gebäude in Quito

Ecuador TV ist der öffentlich-rechtliche Fernsehsender Ecuadors. Er wurde im Oktober 2007 mit Hilfe einer Bereitstellung von fünf Millionen US-Dollar nicht-rückzahlbaren Kapitals der venezolanischen Entwicklungsbank Banco de Desarrollo Social y Económico de Venezuela (BANDES) gegründet.
Ecuador TV wurde zur selben Zeit in Betrieb genommen als in Ecuador die verfassunggebende Versammlung eingesetzt wurde, so dass deren Sitzungen live im ganzen Land übertragen werden konnten.

## Programm
Der Sender überträgt Inhalte nationaler und internationaler Produzenten und Dokumentationen und Nachrichtensendungen einiger internationaler Fernsehsender wie Discovery, TVE, BBC, Deutsche Welle, Voice of America, ViVe und teleSUR.